# Sunday Bloody Sunday
Pour le film de John Schlesinger avec Peter Finch, voir Un dimanche comme les autres.
Pour les articles homonymes, voir Bloody Sunday et Sunday Bloody Sunday (homonymie).
Singles de U2
Two Hearts Beat as One
(1983) Pride (In the Name of Love)
(1984)
Pistes de War
Seconds
(2)
Sunday Bloody Sunday est une chanson du groupe de rock irlandais U2, sortie le 21 mars 1983 sous le label Island Records. Enregistrée aux studios Windmill Lane à Dublin, elle est produite par l'Anglais Steve Lillywhite. C'est le morceau d'ouverture de leur troisième album War publié la même année. Il est sorti en tant que troisième single de ce disque juste après New Year's Day et Two Hearts Beat as One. 
Sunday Bloody Sunday est connu pour son rythme de batterie militariste, sa guitare dure et ses harmonies mélodiques. Créé en hommage au Bloody Sunday survenu à Derry (Irlande du Nord) lors du conflit nord-irlandais en 1972, ce titre est devenu l'un des morceaux emblématiques du groupe. Il a été généralement bien accueilli par les critiques lors de la sortie de l’album. Sunday Bloody Sunday a été classée en 2004 268e sur la liste des « 500 plus grandes chansons de tous les temps » du magazine Rolling Stone. U2 l'interprète dans toutes ses tournées depuis fin 1982.

## Historique

### Contexte
En 1972 à Derry en (Irlande du Nord), se déroule une marche pacifiste d'habitants catholiques voulant indiquer leur refus des armes et de la violence. En ce dimanche surnommé ensuite le Bloody Sunday, ces personnes désarmées essuient des tirs de l'armée britannique, en plein jour, en pleine rue, sans sommations. Cette marche était organisée par Ivan Cooper, réclamant le respect des droits civiques en Irlande du Nord et la fin des pratiques discriminatoires des pouvoirs locaux envers les catholiques au niveau politique, social et économique. Quatorze victimes sont à déplorer le jour même, une autre six mois plus tard. Aucun soldat britannique n'est blessé. Sept des morts sont âgés de moins de 19 ans. Après avoir commencé à tirer des balles en caoutchouc, les parachutistes de l'armée britannique présents sur la zone ont tiré à balles réelles, laissant 27 blessés dans les rues de Derry. Les témoignages montrent que les victimes ont été abattues volontairement alors qu'elles ne détenaient pas d'arme. Un premier procès à la suite des événements accuse les victimes d'avoir attaqué l'armée et d'être membres de groupes de terroristes. Le procès qui a eu lieu 30 ans plus tard reconnaît la responsabilité de l'armée britannique et l'innocence totale de toutes les victimes civiles.

### Enregistrement et production
Sunday Bloody Sunday est née d'un riff à la guitare et de paroles écrites par The Edge en 1982. Alors que Bono et Ali Hewson, fraîchement mariés, sont en lune de miel en Jamaïque, le guitariste travaille en Irlande sur le futur album de U2. À la suite d'une dispute avec sa petite amie et après une période de doute sur ses capacités à écrire des chansons, il « se sent déprimé... canalisant sa peur, sa frustration et son dégoût de soi-même dans une chanson ». La première ébauche n'a ni titre, ni mélodie pour le refrain mais un schéma structural et un thème. Bono retravaille ensuite les paroles, puis le groupe enregistre la chanson aux studios Windmill Lane de Dublin. Au cours des sessions, le producteur Steve Lillywhite encourage le batteur Larry Mullen Jr. à utiliser une boîte à rythmes, mais celui-ci est clairement contre cette idée. Une rencontre fortuite avec Andy Newmark, le batteur de Sly and the Family Stone, le fait changer d'avis puisqu'il se sert d'une machine de ce type. L'élément de batterie en entrée de la chanson est ensuite développé tout au long de celle-ci. Steve Wickham, un violoniste local, croise The Edge un matin à l'arrêt de bus et lui demande si le groupe n'a pas besoin d'un violon sur son prochain album. Il est alors recruté pour une demi-journée et il donne la touche instrumentale finale à la chanson.

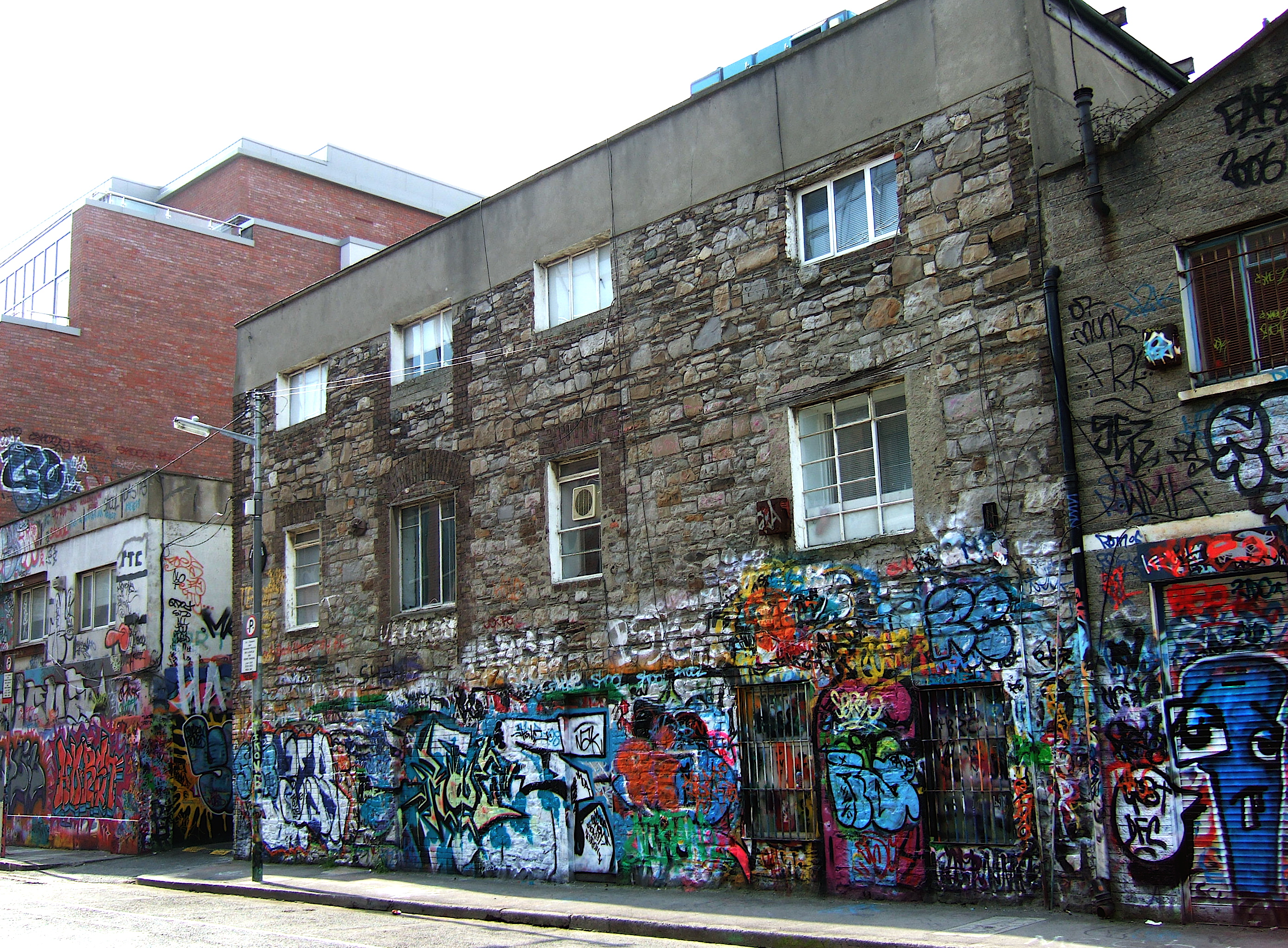
Les studios Windmill Lane à Dublin, lieu d'enregistrement de la chanson Sunday Bloody Sunday.

En 1983, lorsque Larry Mullen Jr. évoque la chanson, il dit :

« Nous sommes dans la politique des gens, mais pas en politique. Comme vous parlez d'Irlande du Nord, Sunday Bloody Sunday, les gens pensent un peu « Oh, ce jour où 13 catholiques ont été tués par des soldats britanniques ». Ce n'est pas ce dont la chanson parle. C'est un incident, l'incident le plus célèbre d'Irlande du Nord et c'est la plus forte manière de dire « Combien de temps? Combien de temps devrons-nous encore supporter cela? » Je ne m'inquiète pas de qui est qui, catholiques, protestants, peu importe. Vous savez, des gens meurent chaque jour d'amertume et de haine, et nous disons « pourquoi ? Quelle est la raison ? » Et vous pouvez déplacer ce problème dans des endroits tel que le Salvador ou d'autres lieux similaires. Des gens meurent. Oublions la politique, arrêtons de nous tirer dessus les uns sur les autres et asseyons-nous autour de la table  pour en parler... Il y a beaucoup de groupes qui prennent parti en disant « la politique, c'est de la merde, etc. » Bien, et alors ! La vraie bataille est que des gens meurent, c'est ça, la vraie bataille. »

## Listes des titres
| 1. | Sunday Bloody Sunday | 4:34 |
| 2. | Endless Deep         | 2:58 |

| 1. | Sunday Bloody Sunday                | 4:34 |
| 2. | Two Hearts Beat as One (version 7") | 3:52 |

| 1. | Sunday Bloody Sunday | 4:34 |
| 2. | Red Light            | 4:03 |

| 1. | Sunday Bloody Sunday                | 4:34 |
| 2. | Two Hearts Beat as One (U.S. remix) | 5:40 |
| 3. | New Year's Day (U.S. remix)         | 4:30 |

## Parution et réception
U2 est conscient que quand ils décident d'enregistrer Sunday Bloody Sunday, les paroles peuvent être mal interprétées et vues comme sectaires ou même mettre leurs vies en danger. Certaines phrases originales de The Edge dénonçaient clairement les violences rebelles, mais elles sont retirées par la suite afin de protéger le groupe. Malgré cette précaution, un certain nombre d'auditeurs considèrent la chanson comme glorifiant l'événement du Bloody Sunday auquel il se réfère.

### Accueil critique
Les critiques sur la chanson sont positives puisque dans le magazine irlandais Hot Press, Liam MacKey écrit que « Sunday Bloody Sunday met en grand écran... un puissant riff, un jeu à la batterie digne d'une mitrailleuse et un violon qui sillonne entre ». Denise Sullivan, d'AllMusic, note que le travail du batteur en entrée de chanson « donne le ton pour l'impitoyable, le sentiment de non-capture des prisonniers de la chanson tout autant que pour le reste de l'album ».

### Succès commercial

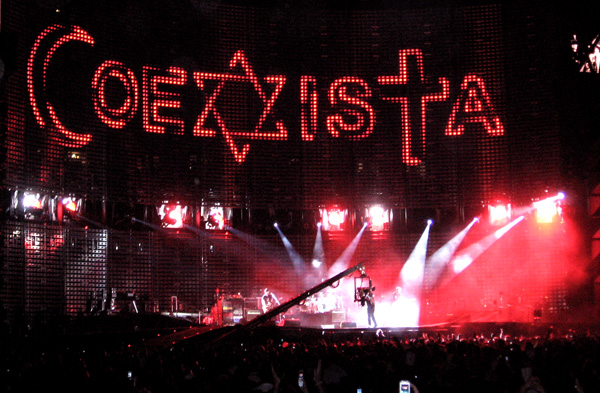
U2 à Mexico lors de la tournée Vertigo Tour. Photo prise pendant la chanson Sunday Bloody Sunday, avec l'image de Coexist.

D'un point de vue commercial, le single a eu sa plus grande réussite aux Pays-Bas où il atteint la troisième marche du podium des ventes nationales. Aux États-Unis, la chanson acquiert une notoriété qui lui permet de passer sur des radios plus orientées rock. Avec le titre New Year's Day, U2 gagne en popularité au niveau du public rock américain.

### Classements
| Année | Classement              | Position |
| ----- | ----------------------- | -------- |
| 1983  | US Billboard Top Tracks | 7        |
| 1985  | Dutch Top 40            | 3        |
| 1985  | Single Top 100          | 3        |
| 1985  | Flandre Ultratop 50     | 11       |
| 2016  | SNEP                    | 95       |

### Postérité
La chanson est présente dans toutes les tournées de U2 depuis 1983. Au total, le groupe a interprété près de 1000 fois ce morceau en concert dans le monde. Ce titre, qui a été classé dans le Top 10 des plus grandes « protest-songs » par le magazine Time et parmi « les 50 moments qui ont façonné l’histoire du rock » par Rolling Stone, a largement contribué à faire de U2 le groupe le plus populaire de la planète, des années 80 aux années 2000.
Près de quarante ans après son enregistrement, et malgré sa gestation quelque peu hésitante, Sunday Bloody Sunday demeure, avec One, la chanson signature du combo irlandais.

## Caractéristiques artistiques

### Musique
Sunday Bloody Sunday est jouée à un tempo de 103 battements par minute avec une mesure à quatre temps. La chanson commence par un battement de tambour militaire et une partie à la guitare électrique. Le rythme agressif de la caisse claire ressemble beaucoup au battement utilisé par les militaires pour garder le pas, durant certains concerts Bono adopte une démarche militaire lorsque la chanson débute. Le son distinctif de la batterie est réalisé par Larry Mullen Jr. en bas d'un escalier afin de produire une réverbération plus naturelle. The Edge répète ensuite des arpèges avant d'enchaîner avec un riff suivant une progression d'accords en si bémol mineur - ré bémol majeur - sol bémol majeur. Cela crée l'accord en mineur du morceau et pendant que la chanson avance, les paroles et la guitare deviennent de plus en plus intenses. Le riff est décrit comme « le riff d'arène de rock à broyer les os de la décennie » par le magazine Rolling Stone. Le coup de grosse caisse sur chaque battement donne le schéma structurel de la musique jusqu'au premier refrain, au moment où Adam Clayton arrive avec sa basse.
En contraste avec la nature violente des couplets, l'arrivée de l'accord en majeur donne un sentiment d'espoir lorsque Bono entonne « How long, how long must we sing this song? ». Durant le refrain, les chœurs de The Edge renforcent cette impression, avec un semblant d'écho harmonique. La caisse claire et la guitare sont absentes de cette partie. Celle-ci s'écarte musicalement de la brute agression des couplets, donnant ainsi une structure plus réjouissante à la chanson. Bono dit d'ailleurs que « l'amour... est un thème central » de Sunday Bloody Sunday.

### Paroles
Dès le début, le groupe dit que les paroles se rapportent aux deux Bloody Sunday, celui de 1920 et celui de 1972, mais qu'elles n'étaient pas spécifiques à l'un ou à l'autre. La chanson prend le point de vue de quelqu'un qui est horrifié par le cycle de violence dans la province. Bono réécrit les paroles initiales de the Edge tentant de comparer les deux événements au dimanche de Pâques mais il dit que le groupe « manquait d'expérience à l'époque pour pleinement réaliser cet objectif », tout en notant qu'il « s'agissait d'une chanson dont l'éloquence réside dans sa puissance harmonique plutôt que dans sa force verbale ».
Les premières versions commençaient avec la phrase « Don't talk to me about the rights of the IRA, UDA ». Le bassiste Adam Clayton estime qu'il est préférable de retirer tout ce qui a une portée politique et ainsi « le point de vue de la chanson devient vraiment humain et non sectaire... ce qui est la seule position responsable ». La phrase introduisant désormais le morceau, « I can't believe the news today », confirme la prise de position précédente, surtout pour les jeunes, vis-à-vis de la violence en Irlande du Nord dans les années 1970 et 1980. Au travers des strophes, les paroles semblent s'écarter de la colère pour se placer dans un contexte religieux, paraphrasant l'évangile selon Matthieu (10, 35) et la Première épître aux Corinthiens (15, 32). Sunday Bloody Sunday se termine par un appel au peuple irlandais leur demandant d'arrêter de se combattre et « déclare le victorieux Jésus gagnant... sur le dimanche, le sanglant dimanche ».

## Personnel

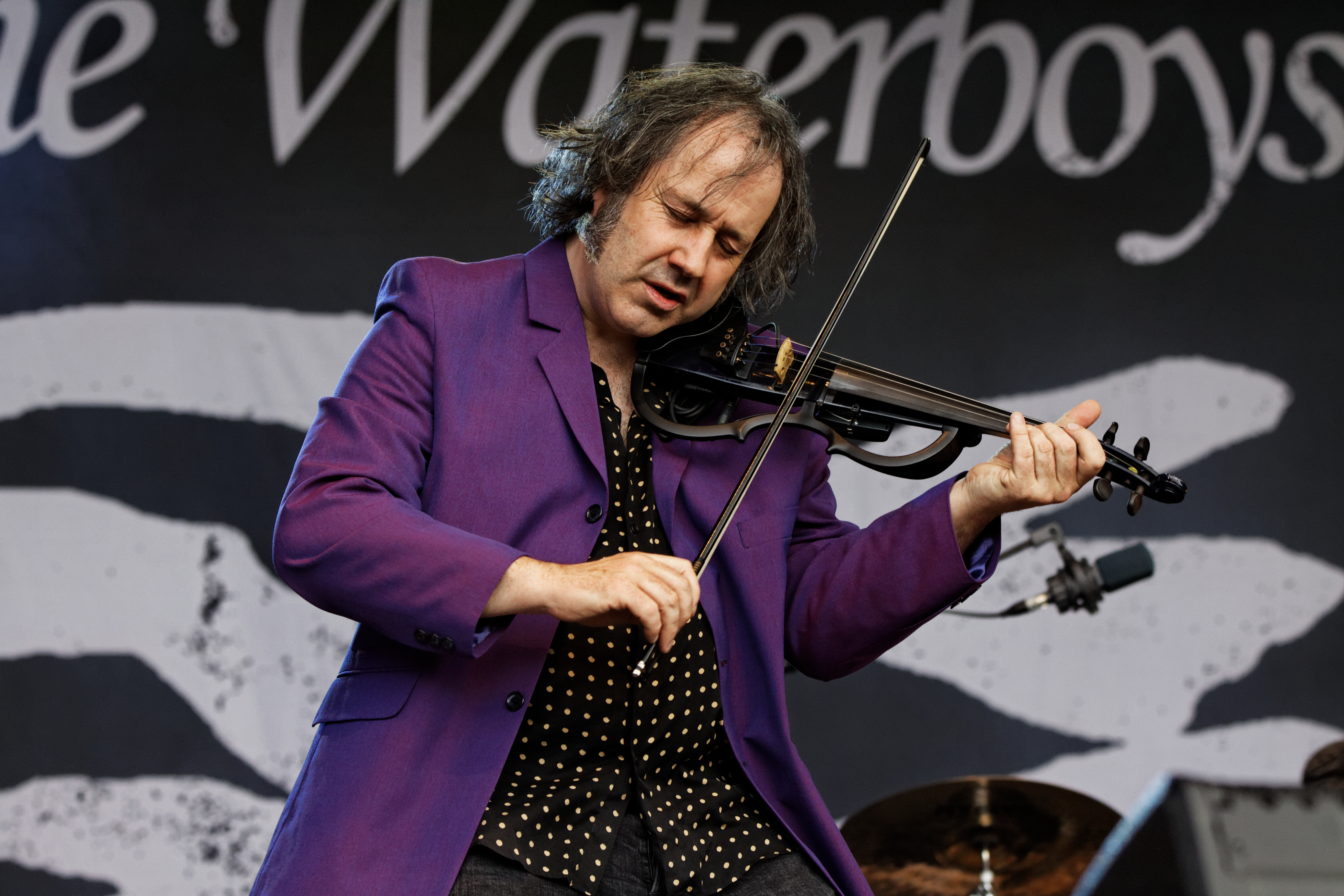
Steeve Wickham a participé à l'enregistrement du titre. Ici, en concert avec The Waterboys sur la scène du festival du Bout du Monde 2012.

### U2
- Bono – chant
- The Edge – guitare, chant
- Adam Clayton – basse
- Larry Mullen Jr. – batterie

### Musicien additionnel
- Steve Wickham – violon électrique

## Chansons homonymes
- Sunday Bloody Sunday est le titre de la sixième chanson du premier disque de Some Time in New York City de John Lennon publié en 1972.
- Sunday Bloody Sunday est le titre d'une chanson du groupe Cruachan évoquant le même sujet mais sur un air et des paroles différentes. Cette version est plus diffusée dans les pubs de Derry que celle de U2.

### Ouvrages
1. 1 2 3 4 5 6  (en) Neil McCormick, U2 by U2, HarperCollins Entertainment, 15 septembre 2008, 480 p. (ISBN 978-0-00-719669-2), p. 135-139
2. ↑  (en) Bill Flanagan, "U2" at the End of the World, Bantam Books, 3 octobre 1996, 496 p. (ISBN 978-0-553-40806-5), p. 385
3. 1 2 3  (en) The Best of U2, 1980-1990, Omnibus Press, 1er janvier 1999, 112 p. (ISBN 978-0-7119-7309-1)
4. 1 2  Niall Stokes, Into The Heart : The Story Behind Every U2 Song, Carlton Books Ltd, 1er septembre 2001, 176 p. (ISBN 978-1-84222-203-4), p. 37-39

### Autres sources
1. ↑  « U2 - "Sunday Bloody Sunday" Single / », sur u2songs.com (consulté le 14 octobre 2023).
2. ↑  Hillburn, Robert (8 August 2004). "The Songwriters – U2 – 'Where Craft Ends and Spirit Begins'". Los Angeles Times. Retrieved 22 October 2006
3. ↑  (en) « Sunday Bloody Sunday by U2 - Track Info », sur allmusic.com (consulté le 14 octobre 2023).
4. ↑  « RollingStone.com : News - 500 Greatest Songs », sur Internet Archive (consulté le 16 novembre 2023).
5. ↑  (en) « Larry Mullen Interview », sur u2_interviews.tripod.com, 1er avril 1983 (consulté le 6 novembre 2007)
6. ↑  (en) U2 Discography - Sunday Bloody Sunday Single - U2Wanderer.org
7. ↑  (en) Liam MacKey, « Review of War », Hot Press,‎ 18 février 1983 (lire en ligne)
8. ↑  (en) Denise Sullivan, « Song Review: "Sunday Bloody Sunday" », sur allmusic.com (consulté le 11 octobre 2012)
9. 1 2  (en) « U2 - Sunday Bloody Sunday », sur ultratop.be (consulté le 17 mai 2010)
10. ↑  (en) « U2: Charts & Awards: Billboard Singles », sur allmusic.com (consulté le 17 mai 2010)
11. ↑  « Top 40 », sur Top40.nl (consulté le 18 août 2020).
12. ↑  « U2 - Sunday Bloody Sunday », sur Ultratop.be (consulté le 24 février 2014)
13. ↑  « U2 - Sunday Bloody Sunday », sur Lescharts.com (consulté le 19 juillet 2022).
14. ↑  « Tout sur U2 en français », sur u2achtung.com (consulté le 14 octobre 2023).
15. ↑  https://www.u2gigs.com/most-played-songs.html
16. ↑  « « Sunday Bloody Sunday » : l’hymne de U2 devenu un classique », sur Le Télégramme, 29 janvier 2022 (consulté le 14 octobre 2023).
17. ↑  (en) Christopher Connelly, « Under A Blood Red Sky Review: U2: Review », Rolling Stone,‎ 19 janvier 1984
18. ↑  (en) Tristam Lozaw, « Love, Devotion & Surrender », U2 Magazine,‎ 1er juin 1984 (lire en ligne)
19. ↑  (en) Rona Elliot, « U2: The Rona Elliot Interview », sur phobos.apple.com, 11 septembre 1987 (consulté le 22 octobre 2006)